# Битва при Чанде
Битва при Чанде (simplified Chinese: 常德会战; traditional Chinese: 常德會戰; pinyin: Chángdé Huìzhàn) — одна з ключових битв Японсько-китайської війни (1937—1945). 2 листопада 1943 року Імператорська армія Японії вторглася в незахищене військами китайське місто Чанде і окупувала його. 18 листопада дев'ятитисячний загін зі складу 57-ї дивізії Національно-революційної армії Китаю відбив місто і протягом 16 днів утримував його, відвертаючи контратаки японських військ. 3 грудня китайським солдатам, що залишилися в строю, вдалося вибратися з кільця японського оточення і об'єднати сили з підкріпленнями, разом вони знову відбили місто 9 грудня. Нові підкріплення з обох сторін дозволили продовжити бої аж до 20 грудня, коли японці нарешті відступили.
В ході бою японці застосували хімічну і бактеріологічну зброю. Загарбницькі сили Японії з метою стримування контрнаступу військ Китаю у напрямку до провінції Юньнань (Південно-Західний Китай) на початку листопада 1943 року розпочали наступ на район Чанде (провінція Хунань, Центральний Китай) — вузел 6-ї і 9-ї бойової ділянки Китаю.
11-я армія збройних сил Японії зібрала п'ять дивізій і маріонеткові війська в складі понад 100 тис. осіб і більш ніж 130 літаків. Командир Йокояма Исаму керував наступом проти армії Китаю. Китайські гарнізони включали в себе 210 тис. осіб в складі 43 дивізій від 16 армій 6-ї і 9-ї бойової ділянки, а також понад 100 літаків. Бої з ворогом велися на території міста Чанде і прилеглих до населеного пункту територіях. Начальник 57-ї дивізії 74-ї армії Китаю Юй Ченвань провів свої війська в Чанде, швидкими темпами евакуював населений пункт, вибудував захисні споруди і приготувався до бою з японськими військами. Японська сторона провела найжорстокіше бомбардування гарнізону в Чанде і використовувала хімічні і запальні снаряди для нанесення ударів по місту. Зіткнувшись з шаленою атакою японської армії солдати 57-ї дивізії давали відсіч противнику та під натиском ворога утримували позиції протягом 16 діб і вели важку боротьбу. З понад 9 тисяч бійців дивізії вижили менше 100 чоловік. Місто Чанде було взяте 3 грудня. Битва за Чанде дозволила затримати стратегічний наступ збройних сил Японії і дала можливість основним силам Китаю оточити загарбників.